# Holobus nugator
Holobus nugator är en skalbaggsart som beskrevs av Thomas Casey 1893. Holobus nugator ingår i släktet Holobus och familjen kortvingar. Inga underarter finns listade i Catalogue of Life.